# Kartun, el año de Salomé
Kartun, el año de Salomé es una película en colores de Argentina del género documental dirigida por Hugo Crexell y Mónica Salerno sobre el guion de los directores que se estrenó el 4 de julio de 2013 y que tuvo como protagonistas a Mauricio Kartun y Manuel Vicente.

## Sinopsis
A partir de su última obra Salomé de chacra, el filme indaga sobre el trabajo y la mente del dramaturgo argentino Mauricio Kartun. Si bien la película se centra en el proceso creativo que abarcó dos años y culminó con el estreno de la obra, al mismo tiempo sirve de excusa para repasar los procedimientos creativos del autor, que exceden a la concreción de esta pieza.

## Reparto
- Mauricio Kartun ... Él mismo
- Manuel Vicente ... Él mismo
- Osqui Guzmán ... Él mismo
- Lorena Vega ... Ella misma
- Stella Gallazzi ... Ella misma

## Comentarios
Ezequiel Obregón opinó en el sitio Escribiendocine:

”Mauricio Kartun es un artista de discurso magnético. No es difícil sumergirse en su concepción teatral, merced a la forma entre histriónica y llena de humor con la que reflexiona sobre su saber y experiencia en el teatro. …Mónica Salerno y Hugo Crexell tienen un primer gran mérito en su documental: haber permitido que esa cualidad discursiva se plasme en el dispositivo audiovisual….Tanto para el espectador “teatrero” como para aquel menos adepto al teatro, este documental es una oportunidad para conocer y/o ampliar las ideas vinculadas a cómo Kartun concibe a la escritura dramática. Son fundamentales sus nociones sobre la “imagen generadora”, sobre la que dice: “Es un gajo que tiene la posibilidad de transformarse en una planta”. Una metáfora más que pertinente, porque se vincula a su pasión por la jardinería. Actividad que aparece registrada con detenimiento, al igual que el armado de un archivo de fotos; tarea que también es indispensable para pensar su poética.
Kartun (el año de Salomé) cumple con una de las premisas de los documentales destinados a explorar una personalidad y, en consecuencia, un imaginario: lejos de replegarse en un grupo de nociones, las amplía a medida que más conocemos al sujeto que las enuncia. Una interesante comunión entre el cine y el teatro.”

Por su parte Patricia Espinosa comentó sobre el filme:

”Con calidez y sin apuro, Kartún reflexiona sobre sus procedimientos creativos (hábilmente relacionados, a través de imágenes, con su afición a la jardinería y su famoso archivo de fotografías antiguas que inspiró varios trabajos suyos). En la intimidad de los camarines, en su casa de Villa Crespo o descansando en Cariló, desgrana recuerdos y expone su visión del mundo sin que la mirada de los directores interfiera -o revele contradicción alguna- en este autorretrato…. siempre se ha destacado por su virtuoso manejo del lenguaje en donde conviven lo sublime y lo pedestre. De esto dan testimonio algunos fragmentos de "Salomé..." incluidos en el largometraje. Sin embargo, cuando Kartun teoriza, lejos de aburrir con su erudición, habla con el corazón y a puro histrionismo. Algunas de sus frases parecen acuñadas por Maradona, no por un dramaturgo consagrado. Pero él disfruta a sus anchas de estos exabruptos. Así confiesa exaltado: "El estreno de 'Pericones' [Teatro San Martín] fue un momento de gran angustia. En términos genitales, creí que había escrito 'la gran poronga', una obra épica, con muchos personajes. Pero cuando escuché el comentario poco entusiasta de un espectador, me dije: 'La tenés chiquita, Kartun'"). El documental cumple en ofrecer la imagen viva y desacartonada de alguien que disfruta de su oficio, lo comparte generosamente y se burla de las formalidades.”